# Ramodatodes sericeum
Ramodatodes sericeum är en skalbaggsart som beskrevs av Jean François Villiers 1982. Ramodatodes sericeum ingår i släktet Ramodatodes och familjen långhorningar.
Artens utbredningsområde är Madagaskar. Inga underarter finns listade i Catalogue of Life.